# Hansreia oxygona
Hansreia oxygona – gatunek chrząszcza z rodziny poświętnikowatych i podrodziny Scarabaeinae. Endemit amazońskiej części Brazylii.

## Taksonomia
Gatunek ten opisał po raz pierwszy w 1830 roku Maximilian Perty pod nazwą Canthon oxygonus. Jako lokalizację typową wskazano Brazylię. W 1868 roku Edgar von Harold zsynonimizował go z Canthon affinis. W 2015 roku rangę osobnego gatunku przywrócili mu Marcely Valois, Fernando Z. Vaz-de-Mello i Fernando A.B. Silva.

## Morfologia
Chrząszcz o ciele długości od 9,3 do 10,1 mm. Głowa jest ciemnobrązowa z zielonkawo lub czerwonawo połyskującą okolicą oczu. Przedplecze jest wysklepione, dwukrotnie szersze niż dłuższe, ciemnobrązowe, na dysku zielone z żółtawym połyskiem. Krawędzie boczne między kątami bocznymi a tylnymi są w przybliżeniu proste. Pokrywy mają po dziewięć rzędów, z których siódmy zanika u nasady, a ósmy ma punktowanie słabo wgłębione. Pygidium ma zaokrąglone, oczkowate, niemal niewyraźne mikroguzki. Genitalia samca mają symetryczne, w widoku bocznym prostokątne paramery długości ⅔ fallobazy, na wierzchołku zaopatrzone w dwukrotnie dłuższy niż szeroki, prawie prostokątny wyrostek; kąt wewnętrzny między brzegiem grzbietowym a szczytowym paramery wynosi około 90°, zaś między szczytowym a brzusznym wynosi około 45°. Edeagus ma w endofallusie skleryt podkowiasty z lekko rozszerzonym na krawędzi wewnętrznej ramieniem krótszym, okrągły z wyraźnym płatkiem zewnętrznym skleryt peryferyjny prawy górny, nieregularnie ukształtowany skleryt peryferyjny frontolateralny oraz wydłużony kompleks sklerytów osiowych i podosiowych o gwałtownie zwężonym na szczycie płatku bocznym długości 1/5 kompleksu.

## Ekologia i występowanie
Owad ten zasiedla równikowe lasy deszczowe.
Gatunek neotropikalny, endemiczny dla Brazylii, znany tylko ze stanu Pará.